# Rio Guabiroba
O rio Guabiroba é um curso de água que banha a região do Parque Estadual de Vila Velha, no município de Ponta Grossa, no estado do Paraná. Pertence à bacia do rio Tibagi.